# Bogursukow
Bogursukow (russisch Богурсуков) ist ein Dorf (chutor) in Südrussland. Es gehört zur Republik Adygeja und hat 191 Einwohner (Stand 2019). Im Ort gibt es 3 Straßen.

## Geographie
Das Dorf liegt 8 km vom Dorf Beloje, 19 km südöstlich von Krasnogwardeiskoje (dem Verwaltungszentrum des Bezirks) auf der Straße. Nowossewastopolskoje ist der nächstgelegene ländliche Ort.